# Here's to Never Growing Up
"Here's to Never Growing Up" é uma canção gravada em 2013 pela cantora e compositora canadense Avril Lavigne. Composta pela própria e ainda David Hodges, Chad Kroeger, Martin Johnson e Jacob Kasher, foi produzida por Martin Johnson, vocalista da banda Boys Like Girls. A faixa foi anunciada como o primeiro single do quinto álbum de estúdio da artista, intitulado Avril Lavigne, e foi lançada em 9 de abril de 2013 através da loja digital iTunes Store sob distribuição da editora discográfica Epic Records. Musicalmente, a "Here's to Never Growing Up" é uma canção do gênero pop rock cujas letras celebram a imaturidade e contém uma referência à banda de rock Radiohead.
A canção foi recebida, em geral, com opiniões positivas pela crítica especialista em música contemporânea, que fizeram comparações a trabalhos de outras artistas e elogiaram a sua sonoridade clássica e a sua letra, bem como a referência aos Radiohead. Contudo, criticaram a sua composição por ser semelhante à "Complicated" (2002), o single de estreia de Lavigne. Após o seu lançamento inicial, o single conseguiu entrar em várias paradas musicais pelo mundo. Nos Estados Unidos, alcançou a vigésima posição da Billboard Hot 100, e no país natal da artista, posicionou-se no décimo sétimo posto da Canadian Hot 100. No Japão, a canção alcançou a oitava colocação da Japan Hot 100 e atingiu a primeira posição em duas outras paradas.
O videoclipe para "Here's to Never Growing Up" foi filmado em 8 e 19 de abril de 2013, sob a direção de Robert Hales no primeiro dia e de Shane Drake no segundo. Evan Taubenfeld e Devin Bronson, ex-companheiros de banda de Lavigne, fazem pequenas aparições no vídeo, que tem lugar em um baile de formatura numa escola. A artista usou trajes que se assemelhavam aos usados no vídeo de "Complicated". Para promover o single, a cantora interpretou a música em várias ocasiões, incluindo no programa de rádio On Air with Ryan Seacrest, onde estreou a música, e no talk show The Tonight Show with Jay Leno. Na cerimônia dos MuchMusic Video Awards de 2013, "Here's to Never Growing Up" venceu na categoria "Best international video by a Canadian". Nos Estados Unidos e na Austrália o single foi certificado com disco de platina em cada país.

## Antecedentes e composição
Em fevereiro de 2013, Lavigne anunciou o título do primeiro single de seu quinto álbum de estúdio em sua página oficial da rede social Twitter. No mês seguinte, revelou a data de lançamento do mesmo: 9 de abril de 2013. Nesse mesmo dia, um teaser da canção de 11 segundos foi disponibilizado na internet. De acordo com a gravadora Epic Records, "Here's to Never Growing Up" foi agendada para ser lançada na iTunes Store em 9 de abril de 2013, e também foi lançada nas rádios no mesmo dia.
A capa do single, que apresenta Lavigne segurando um urso de pelúcia para tapar o seu corpo nu, foi também lançada no Twitter da cantora seis dias antes do lançamento da canção. A recepção para a capa foi negativa, com vários usuários da rede social expressando um desgosto geral e alguns críticos notando a falta de maturidade, bem como na sua canção. Todavia, o blogueiro Perez Hilton reagiu positivamente à capa, afirmando que ela está "dotada de uma energia sexual".
"Here's to Never Growing Up" é uma canção do gênero musical pop rock composta por Lavigne, David Hodges, Chad Kroeger, Jacob Kasher e Martin Johnson. A produção e arranjos ficaram sob o comando de Johnson, que é vocalista da banda Boys Like Girls. A estrutura da canção foi comparada com a de obras de outros artistas, tais como "Raise Your Glass" (2010) de P!nk, "We R Who We R" (2010) de Ke$ha e "Cheers (Drink to That)" (2011) de Rihanna.
Durante uma entrevista para o site 4music.com, a artista disse:
| “ | Depois de compor 'Here’s to Never Growing Up', nós a gravamos muito rápido e eu cheguei no estúdio às 11 da manhã para cantar, depois disso percebi que a gravação ficou boa. No dia seguinte, a equipe de produção e eu ouvimos no estúdio a versão final da canção, fui a última a chegar lá e todos pararam e olharam para mim: 'nós temos o primeiro single'. E eu respondi 'nós temos?'... depois sentei-me e tocamos novamente e a energia estava muito empolgante, todo mundo sentiu o mesmo, então L.A. Reid chegou e apresentei a ele várias canções, quando foi a vez de 'Here’s to Never Growing Up', ele ficou de pé e aplaudiu, então fiquei feliz porque ele amou a música que eu amei. | ” |

## Recepção crítica
| Críticas profissionais | Críticas profissionais |
| Avaliações da crítica  | Avaliações da crítica  |
| Fonte                  | Avaliação              |
| ---------------------- | ---------------------- |
| About.com              | (positiva)             |
| Billboard              | (positiva)             |
| Entertainment Weekly   | (positiva)             |
| The Huffington Post    | (positiva)             |
| Pop Crush              | [ 14 ]                 |
| Pop Line               | 75/100                 |
| Veja                   | Negativo               |

Em geral, a recepção crítica para "Here's to Never Growing Up" foi favorável, com os críticos elogiando a sua sonoridade clássica e a referência feita à banda de rock Radiohead no refrão da canção.
Bill Lamb, do portal About.com, disse que a canção seria um retorno de seus singles comerciais após, segundo ele, as vendas decepcionantes de Goodbye Lullaby (2011), o quarto álbum de estúdio da cantora. E que será mais divertido e alegre. Um repórter do portal de notícias The Huffington Post declarou que a canção tinha potencial para ser a "primeira música do verão". A canção foi criticada pela sua composição muito semelhante ao single de estreia de Lavigne, "Complicated" (2002), como dito por Amy Sciarretto do portal Pop Crush, que afirmou que a melodia é a mesma. Sciarretto acrescentou que a música "soa a um estilo jovem demais para uma cantora que não é tão ingênua". Um repórter da revista Billboard disse que com este single, a intérprete entra no grupo das cantoras como Ke$ha e do começo da carreira da canadense. Um outro crítico da revista, disse que como a maioria daqui, o início da Avril ganhou destaque durante o verão de 2002, então ela conhece como chegar lá. Durante seu pico na 19ª posição da Billboard’s Nielsen BDS-based Mainstream Top 40 criada antes do verão começar, claramente quis ser tanto uma música de formatura quanto um hit de verão. "O que aconteceu? Eu acho que ela cresceu." diz Rich Appel.
A revista eletrônica Entertainment Weekly afirmou em sua resenha que mesmo Lavigne já sendo uma adulta, ela não tem interesse em crescer, e que "Here's to Never Growing Up" tem uma sonoridade clássica e é ideal para tocar no verão.
Alex Alves, do portal Pop Line, atribuiu à canção a nota de 75 a partir de uma escala de 100, dizendo: "Essa canção é um hit instantâneo". Em uma comparação com Goodbye Lullaby, ele afirmou que o som da artista está "mais suave e juvenil, mesmo não sendo um dos nomes de destaque na área artística no momento". Segundo Alves, "Here's to Never Growing Up" é uma prova que Lavigne não está preocupada em mostrar superioridade em relação às suas "concorrentes" no mercado fonográfico. Ele também comparou os vocais da artista na canção aos de "Complicated", acrescentando que eles se parecem com os de Miranda Cosgrove. "Seu refrão tem um estilo parecido com o pop-country, com uma facilidade rápida de escutar, é cantado em coro para assegurar um padrão de hit para qual a canção foi sem dúvida criada."
A edição da revista Veja de São Paulo, disse quatro motivos de o por que o clipe da canção é ruim. Tatiane Rosset, crítico da revista ainda afirma que ela prova de "maneira irrefutável" sua conclusão. Uma é o local das filmagens do clipe, um colégio, para Rosset não é um local ideal para uma pessoa de 28 anos. Essa parte foi classificado de "perturbador". As canção dela não tem o mesmo som de pop-punk como era em 2002 e virou apenas um "pop chato e sem personalidade". A cantora não se decide se é "mulherão" ou fica usando uma All Star e por fim a homenagem aos seus 11 anos de carreira que Avril fez no clipe "Here's to Never Growing Up" não faz sentido comparar ela de uma década atrás com hoje.

## Videoclipe

Da esquerda para a direita, de cima para baixo: Avril comemorando em uma sala de aula; andando em um skate; sentada no skate; e apresentando a música em uma festa de formatura.

### Produção e lançamento
Lavigne filmou o videoclipe para a canção em 8 e 19 de abril de 2013 e confirmou que Evan Taubenfeld e Devin Bronson, seus ex-companheiros de banda, iriam aparecer no mesmo, e que o vídeo seria filmado em um cenário de baile de formatura. No dia após o início das gravações, foi lançada a letra da canção em vídeo no serviço Vevo oficial da cantora, vídeo este que é inteiramente composto por imagens de seus fãs. Durante entrevistas com as estações de rádio 2Day FM e Nova FM da Austrália, ela afirmou que o videoclipe da canção teria como tema principal o baile de formatura. O clipe para "Here's to Never Growing Up" foi dirigido por Robert Hales e Shane Drake, com fotografia por Ketil Dietrichson e direção de arte por Lenny Tso. O seu lançamento ocorreu em 8 de maio de 2013, um mês após o primeiro dia de filmagens.
Uma parte do clipe "Here's to Never Growing Up" foi disponibilizada primeiramente para o Brasil na página online oficial da cantora, seguida da mensagem "Obrigado Brasil! Sensacional que vocês desbloquearam meu primeiro clipe de bastidores. Vocês arrasaram!", que foi escrita em língua portuguesa. Cada parte dessa produção é liberado de acordo com o número de pessoas de um determinado país que acessa as páginas oficiais seja no Facebook ou Twitter.

### Conceito e enredo
No clipe, Lavigne usa roupa formal: um laço em torno do pescoço, camisa branca e calças pretas largas. "Nós estamos no baile, e os caras estão surpreendentes", disse a cantora referindo-se a sua banda, que usou smokings alugados para o vídeo. "Eu tinha o meu próprio conceito para este vídeo. Então no último minuto, mudamos porque o diretor veio com uma ideia e o conceito era apenas um baile de formatura. E isso foi realmente dele." Com o tempo escasso, a intérprete imediatamente tratou de toda a produção, e acrescentou: "Eu pensei, isso é uma ideia impressionante, porque todos nós podemos representar, a banda pode usar smokings legais. Isso foi muito mais divertido do que eu esperava." O vídeo faz justiça à letra da canção, uma vez que celebra uma jovem efervescência. O videoclipe começa com a cantora e seus ex-companheiros de banda no palco do baile. De seguida, todos abandonam o salão e começam a correr pelos corredores da escola, gritando. Depois disto, Lavigne apareceu vestida com um figurino semelhante ao usado no clipe de "Complicated" (2002).

### Prêmios
"Here's to Never Growing Up" ganhou um prêmio no MuchMusic Video Awards de 2013 na categoria "International Video Of The Year By A Canadian".

## Divulgação
"Here's to Never Growing Up" já foi interpretada por Lavigne por várias ocasiões. Em 9 de abril de 2013, no On Air with Ryan Seacrest, um programa de rádio do apresentador de televisão Ryan Seacrest, a artista cantou a música pela primeira vez, tendo feito uma estreia da mesma nessa apresentação. "É uma canção de pop rock e é apenas sobre ser jovem, divertir-se, estar presente, vivendo cada momento, e isso é o que eu amo fazer", afirmou a cantora durante sua apresentação. Lavigne voltou a cantar a música dois dias depois no talk show norte-americano Chelsea Lately. Usando um vestido preto e botas, Lavigne cantou uma versão acústica de "Here's to Never Growing Up" no talk show The Tonight Show with Jay Leno. Dias depois, a artista participou do festival Wango Tango em Los Angeles, onde cantou o single, bem como outras canções suas. A canção foi novamente interpretada pela cantora na cerimônia dos MuchMusic Video Awards de 2013, que decorreu em Toronto, Canadá.

## Faixas e formatos
A versão simples de "Here's to Never Growing Up" contém apenas uma faixa, que tem a duração de cerca de três minutos. Esta foi lançada na iTunes Store em 9 de abril de 2013. No Amazon.com, foi lançada uma versão sem censura com a mesma duração. Apenas em Taiwan, foi lançado o CD single da canção, que contém também uma versão instrumental.
| Download digital |                              |                                                                         |         |  |
| N.º              | Título                       | Compositor(es)                                                          | Duração |  |
| 1.               | "Here's to Never Growing Up" | Avril Lavigne, David Hodges, Martin Johnson, Chad Kroeger, Jacob Kasher | 3:34    |  |

| CD single (Taiwan) |                                             |                                                                         |         |  |
| N.º                | Título                                      | Compositor(es)                                                          | Duração |  |
| 1.                 | "Here's to Never Growing Up"                | Avril Lavigne, David Hodges, Martin Johnson, Chad Kroeger, Jacob Kasher | 3:34    |  |
| 2.                 | "Here's to Never Growing Up" (instrumental) | Avril Lavigne, David Hodges, Martin Johnson, Chad Kroeger, Jacob Kasher | 3:34    |  |

## Paradas musicais
Na Bélgica a canção entrou nas posições 35 e 40 na parada Ultratop. Nos Países Baixos estreou na 93ª colocação. A canção chegou ao topo de vendas no iTunes em 22 países, incluindo o Brasil, e chegando ao top 10 em outras 38 nações. Nos Estados Unidos, "Here's to Never Growing Up" estrou na 34ª posição na Billboard Pop Songs e na 52ª na Billboard Hot 100. No Canadá, a cantora entrou na 17ª colocação dentre os 100 mais executados no país. Na Austrália, ela estreou na parada da ARIA na 16ª colocação. No Japão foi onde a canadense se destacou mais, alcançando várias paradas musicais do país, ficando na 8ª colocação na Japan Hot 100 e nos primeiros lugares na Digital and Airplay Overseas e na Adult Contemporany Airplay. No Reino Unido, o single atingiu a 14ª colocação, sendo a posição mais alta de Lavigne no país desde "When You're Gone", que obteve o terceiro lugar em junho de 2007.
Nos Estados Unidos "Here's to Never Growing Up" foi certificado como disco de platina por vendas superiores a 1 milhão de cópias de acordo com a Recording Industry Association of America (RIAA). O compacto também alcançou a classificação de platina na Austrália por ter ultrapassado mais de 70 mil exemplares no país de acordo com a Australian Recording Industry Association (ARIA).
| País/Parada (2013)                         | Melhor posição |
| ------------------------------------------ | -------------- |
| Alemanha - Media Control Charts            | 60             |
| Austrália - ARIA Singles Chart             | 15             |
| Austrália - ARIA Top 40 Digital Track      | 13             |
| Áustria - Ö3 Austria Top 40                | 49             |
| Bélgica - Ultratop Flanders                | 10             |
| Bélgica - Ultratop Wallonia                | 3              |
| Canadá - Canadian Hot 100                  | 17             |
| Coreia do Sul - Gaon Chart                 | 93             |
| Coreia do Sul - Gaon International Chart   | 2              |
| Escócia - Scottish Singles Chart           | 8              |
| Eslováquia - IFPI Slovenská Republika      | 95             |
| Espanha - PROMUSICAE                       | 29             |
| Estados Unidos - Billboard Hot 100         | 20             |
| Estados Unidos - Billboard Digital Songs   | 7              |
| Estados Unidos - Billboard Pop Songs       | 19             |
| Estados Unidos - Billboard Adult Pop Songs | 21             |
| Filipinas - MYX                            | 2              |
| França - SNEP                              | 63             |
| Irlanda - IRMA                             | 7              |
| Itália - FIMI                              | 18             |
| Japão - Japan Hot 100                      | 8              |
| Japão - Hot Top Airplay                    | 3              |
| Japão - Digital and Airplay Overseas       | 1              |
| Japão - Adult Contemporany Airplay         | 1              |
| Japão - Tokio Hot 100                      | 14             |
| Japão - Osakan Hot 100                     | 13             |
| Nova Zelândia - RIANZ                      | 24             |
| Países Baixos - MegaCharts                 | 85             |
| Polônia - Polish Music Charts              | 30             |
| Reino Unido - UK Singles Chart             | 14             |
| Chéquia - IFPI Česká Republika             | 29             |
| Rússia - Top Hit                           | 137            |
| Ucrânia - Ukraine Singles Charts           | 2              |

| País/Parada musical (2013)               | Posição |
| ---------------------------------------- | ------- |
| Canadá - Canadian Hot 100                | 79      |
| Coreia do Sul - Gaon International Chart | 91      |

| País                  | Certificação | Vendas     |
| --------------------- | ------------ | ---------- |
| Estados Unidos - RIAA | Platina      | 1.300,000+ |
| Canadá - Music Canada | Platina      | 80.000+    |
| Austrália - ARIA      | Platina      | 70,000+    |